# Frédéric Teixido
Pas d'image ? Cliquez ici

a Compétitions nationales et continentales officielles uniquement.

b Matchs officiels uniquement.
Frédéric Teixido, né le 27 mai 1972 à Carcassonne, est un joueur de rugby à XIII français.
Formé au rugby à XV à Limoux jusqu'en cadet, il opte finalement pour le rugby à XIII durant sa jeunesse. Il intègre le club de Limoux en rugby à XIII et y effectue toute sa carrière remportant la Coupe de France en 1996. Il prend part également à l'aventure du Paris Saint-Germain Rugby League en 1996 et 1997 et son intégration en Super League et fait une année en Angleterre à Sheffield.
Fort de ses performances en club, il est sélectionné à plusieurs reprises en équipe de France entre 1994 et 2001 prenant part aux éditions de la Coupe du monde en 1995 et 2000.

## Palmarès
- Collectif :
  - Vainqueur de la Coupe de France : 1996 (Limoux).
  - Finaliste de la Coupe de France : 1997, 2001 et 2005 (Limoux).